# Ben-Hur (miniserial)
Ben-Hur (ang. Ben Hur) – kanadyjski miniserial telewizyjny, zrealizowany w 2010 roku na podstawie napisanej w 1880 r. powieści Lwa Wallace’a pt. Ben Hur. Pierwszy odcinek został wyemitowany 4 kwietnia 2010 roku w stacji telewizyjnej CBC/Radio-Canada, a następnie w 2010 roku na antenie ABC w Stanach Zjednoczonych. Miniserial zostałał wyprodukowany przez Alchemy Television Group we współpracy z Drimtim Entertainment and Muse Entertainment w Montrealu.
Ben-Hur został wyreżyserowany przez brytyjskiego reżysera, aktora, scenarzystę i producenta telewizyjnego Steve’a Shilla, a udział wzięli w nim m.in.: Kristin Kreuk, Ray Winstone, Art Malik, Hugh Bonneville i Joseph Morgan jako Juda Ben-Hur. Scenariusz napisał Alan Sharp.

## Porównanie z powieścią[potrzebnyprzypis]
W wielu miejscach miniserial jest niezgodny z powieścią:
- W serialu całkowicie pominięto wątek trzech króli oraz narodzin Jezusa Chrystusa.
- Rozbudowano wątek dzieciństwa Ben Hura i Messali.
- Zmieniono pochodzenie Messali. W serialu jest bękartem Marcellusa Agrypy i Żydówki.
- Całkowicie zmieniono charakter Messali. W powieści jest jednoznacznie negatywnym bohaterem, w serialu jest bardziej złożoną postacią..
- Zmieniono relacje między Simonidesem i jego córką Esterą a Ben Hurem. W serialu Ben Hur i Estera są zaręczeni, a Simonides to dawny przyjaciel ojca Judy. W powieści Simonides był niewolnikiem ojca Ben Hura i z jego woli prowadził interesy rodziny w Antiochii. Także spotkanie Judy z nim następuje na dalszych kartach powieści.
- W serialu znacznie wydłużono drogę Ben Hura do wolności. W powieści po uratowaniu Quintusa Ariusa i ocaleniu ich przez rzymski statek dochodzi do adopcji Judy przez Ariusa. W serialu następuje to dużo później.
- W powieści nie występuje postać Ateny.
- W powieści cesarz rzymski nie występuje. Zostaje tylko wspomniany przez Ben Hura, jednak bez dokładnego określenia o którego cesarza chodzi.
- Pominięto postać Baltazara, jednego z 3 króli, oraz jego córki Iris.
- Pominięto postać Malluka, zaufanego sługi Simonidesa oraz przyjaciela Judy.
- Wątek Judy z Ilderimem został znacznie okrojony w stosunku do powieści.
- Akcja serialu dzieje się w trzech miejscach: w Jerozolimie i okolicach, na rzymskiej galerze oraz na terenach Italii. W powieści gros akcji dzieje się w Antiochii, natomiast Italia jest tylko wspominana.
- Wyścig kwadryg odbywa się w okolicach Jerozolimy, w powieści natomiast miejscem wyścigu jest Antiochia.
- W serialu pominięto przygotowania do powstania przeciw Rzymowi podjęte przez Judę.
- Uzdrowienie matki i siostry Judy jest inne niż w powieści.
- Znacznie ograniczono wątek Jezusa Chrystusa w stosunku do powieści.
- W serialu nie ma nawet wzmianki o przyjęciu przez rodzinę Judy chrześcijaństwa.

## Obsada
- Joseph Morgan jako Juda Ben Hur/Sekstus Arius, bogaty kupiec Jerozolimy
- Stephen Campbell Moore jako Oktawian Messala, oficer rzymski
- Emily VanCamp jako Estera, zaręczona z Ben Hurem
- Kristin Kreuk jako Tersa, siostra Ben Hura
- Simón Andreu jak Simonidesa, ojciec Estery
- Hugh Bonneville jak Poncjusz Piłat, gubernator Judei
- James Faulkner jak Marcellus Agryppa, ojciec Messaly
- Alex Kingston jak Rut, matka Ben Hura
- Art Malik jako Sheikh Ilderim, bogacz Beduinów
- Marc Warren jak David Ben Levi, nadzorca Ben Hura
- Lucía Jiménez jak Atena, grecka kurtyzana
- Miguel Ángel Muñoz jako Antegua, galernik
- Ray Winstone jako Quintus Arius, rzymski admirał
- Ben Cross jako cesarz Tyberiusz
- Kris Holden-Ried jako Gajusz Antoniusz, rzymski oficer
- Michael Nardone jak Hortator (mistrz kuchni galery)
- Julian Casey jako Jezus Chrystus
- Eugene Simon jako młody Ben Hur
- Toby Marlow jako młody Messala
- Daniella Ereny jako młoda Tirsa